# Apolloon Kortrijk
Apolloon Spurs is een handbalploeg uit Kortrijk die werd gesticht in 1976 en daarmee de oudste actieve handbalploeg in West-Vlaanderen is. Apolloon Spurs speelt in de hoogste nationale afdeling. Alle teams hanteren dezelfde strijdkreet: Apolloon Forever!
In het seizoen 2016-2017 werd de herenploeg kampioen in Liga 1. Bijgevolg promoveerden ze naar tweede nationale.
In het seizoen 2017-2018 promoveerde de eerste ploeg voor de tweede keer op een rij door op de laatste speeldag, in eigen huis, titelpretendent Don Bosco Gent met 24-22 te verslaan. 
In het seizoen 2024-2025 is Apolloon nog steeds actief in eerste klasse. Ook de Liga 3-ploeg promoveerde 2 maal op rij waardoor het in  Liga 1 aantreedt. Verder heeft Apolloon Spurs nog een derde herenploeg, die uitkomt in Regio West-Vlaanderen, en een damesploeg die zowel in de liga reeks als in de provinciale reeksen actief is.

## Ploegen
- Heren 1 (Eerste klasse)
- Heren 2 (Liga 1)
- Heren R (Regio Oost-West)
- Dames 1 (Liga)
- Dames 2 (Regio Oost-West)

## Bekende (ex-)spelers
- Tore Devos